# Протесты в Бангладеш (2022—2023)
Протесты в Бангладеш вспыхнули в декабре 2022 года, когда десятки тысяч человек прошли маршем в Дакке с требованием отставки премьер-министра Бангладеш Шейх Хасины. Вторая фаза протестов началась в конце июля 2023 года.

## Ход событий

### Первый этап
8 декабря 2022 года сотни человек были арестованы, а один протестующий, как сообщается, был убит полицией.
В январе оппозиция провела митинг в Дакке.

### Второй этап
28 июля 2023 года сторонники «Националистической партии Бангладеш» вышли на улицы с требованием отставки премьер-министра страны Шейх Хасины до следующих выборов в парламент в январе 2024 года. На следующий день акция протеста продолжилась и переросла в беспорядки, так как на улицы также вышли сторонники правящей партии «Авами лиг».